# Statenvlag
De Statenvlag, in mindere mate de Staatsche vlag genoemd en voor 1664 de Hollandsche vlag, is een Nederlandse historische vlag. Ze werd tijdens het Eerste Stadhouderloze Tijdperk ingevoerd als officiële vlag van de Republiek der Zeven Verenigde Nederlanden en kreeg in 1664 als officiële naam Statenvlag. De vlag was echter al lang voor de Nederlandse staatsvorming in gebruik onder de naam Hollandsche Vlag, als 'volksvlag'. De vlag werd tijdens de Republiek der Zeven Verenigde Nederlanden door de staatsgezinden gebruikt en was de tegenhanger van de onofficiële Prinsenvlag, gehanteerd door de orangisten.

## Geschiedenis

### Theorieën over de ontstaansgeschiedenis
Er zijn in de loop der jaren veel theorieën geweest over het ontstaan van de Nederlandse vlag. Zo was er de theorie van de Fransman Dampmartin die beweerde dat de Nederlandse vlag door Hendrik IV van Frankrijk aan Nederland zou zijn geschonken. Deze theorie werd door rijksarchivaris Jhr. mr. J.C. de Jonge ontkracht in zijn boek Over den oorsprong der Nederlandsche Vlag. Hij meende op zijn beurt dat de kleuren ontleend zouden zijn aan het wapenschild van Willem van Oranje, en dat het ontstaan is aan het begin van de Opstand.  D.G. Muller was van mening dat de Hollandsche Vlag al ver voor de opstand bestond. De vlag zou zijn ontstaan in de periode dat het Beierse huis aan de macht was in het graafschap Holland (1354-1433). De kleuren van de vlag zouden namelijk voortkomen uit die van het wapen van de graven van Holland, dat bestond uit het Beierse wapen gecarteleerd met het wapen van graafschap Holland. Dit wapen werd voor het eerst gevoerd door Willem V (1330–1389), wat uit de munten, die door de graven voor Holland en Zeeland zijn geslagen, is gebleken. 

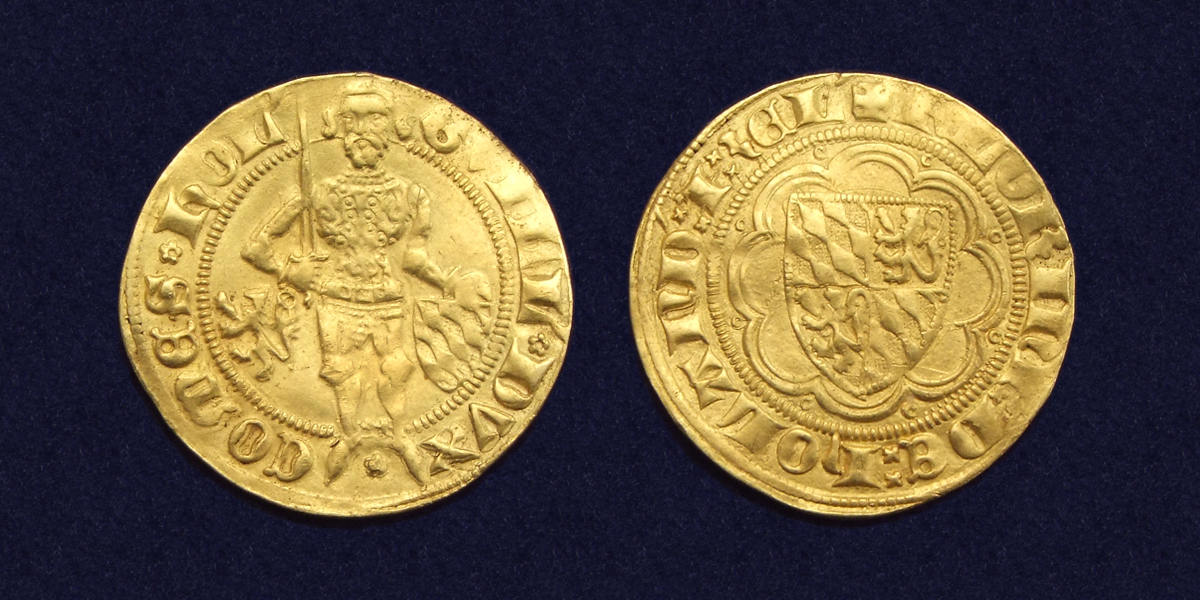
Holland, Goudgulden van Willem van Beieren als Graaf Willem V van Holland, geslagen 1350-1389.

Uit onderzoek van P.C. Guyot is gebleken dat de penningmeester van de graven van Holland in het jaar 1409-1410 een staatsiekleed aankocht, voor Willem VI (1365-1417), graaf van Holland, van "12 ellen graauw laken en tot uitmonstering daarvan van 23⁄4 ellen rood wit en blaauw fluweel [...] Het staatsiekleed, Tabbairt genoemd, was graauw met bont gevoerd, en uitgemonsterd met de kleuren, rood, wit, blaauw"
Wat verder uit het onderzoek van  Muller is gebleken, is dat er voor de opstand al rood-wit-blauwe vlaggen gebruikt werden in Nederland. Het gebruik van de vlag was echter niet officieel vastgelegd. Aan het begin van de opstand werd naast de Hollandsche Vlag soms ook op de tweede plaats een oranje vlag of vaandel gebruikt. Doordat men bij het voortduren van de opstand meer en meer hoop is gaan vestigen op Willem van Oranje, hebben de Geuzen in deze periode het rood uit de 'volksvlag' vervangen door oranje.
Bij de marine in wording werd de prinsenvlag in gebruik genomen, bij de koopvaardij is de Hollandsche Vlag echter nooit vervangen geweest, zo ook zijn de vlaggen van de V.O.C. en de W.I.C. rood-wit-blauw. De geuzenvlag was geen officiële vlag, net zoals de Hollandsche vlag dat in de beginjaren van de Republiek nog niet was. De verandering van vlag bij de marine was dan ook niet tot stand gekomen door toedoen van een staatsbesluit.

### Eerste Stadhouderloze Tijdperk (1650 - 1675)

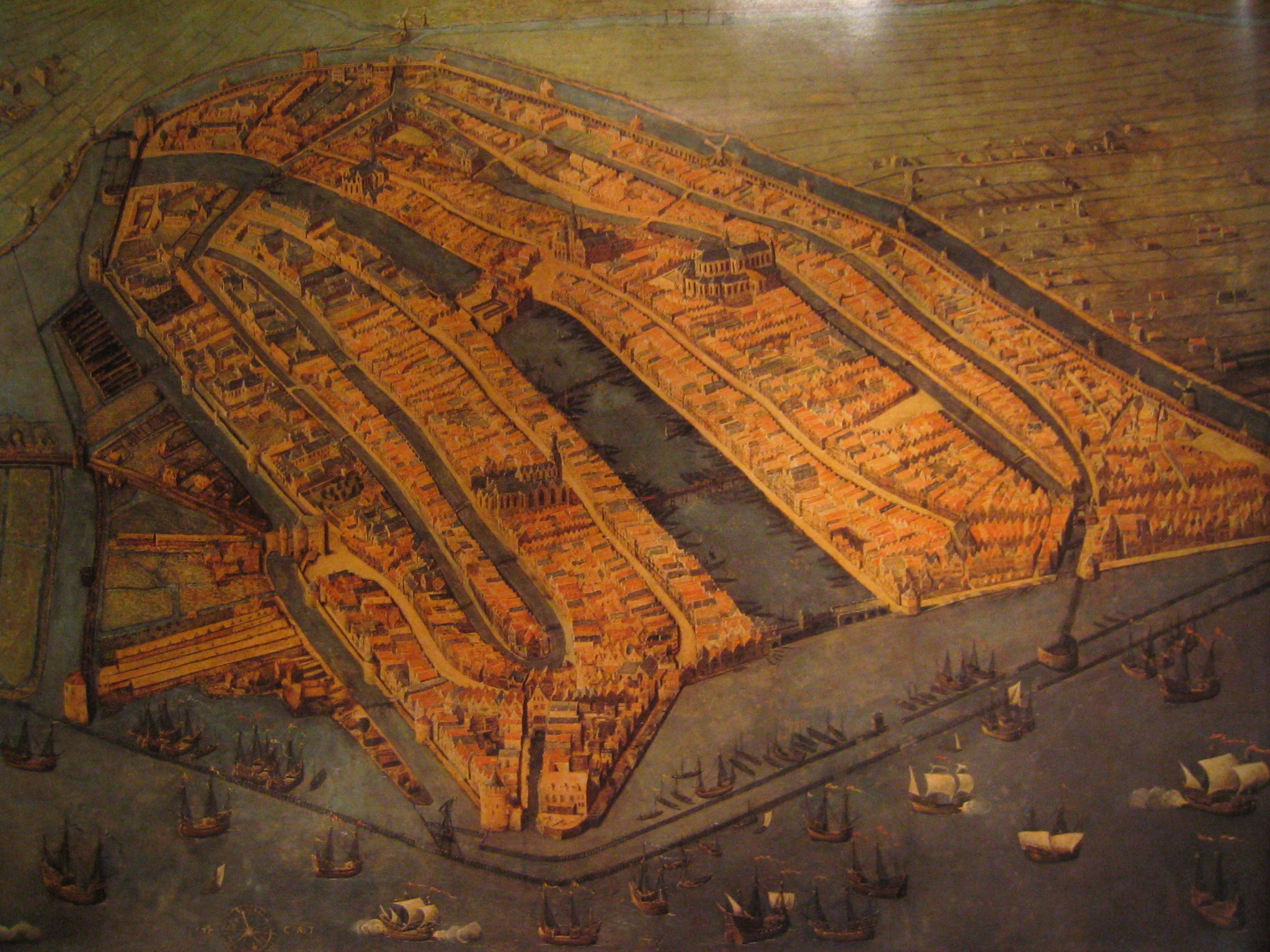
Cornelis Anthonisz. (±1505-1553), Amsterdam in vogelvlucht, 1538. Een onduidelijke foto van het schilderij waarop 8 Nederlandse vlaggen te zien zouden zijn. Een van de vele bewijsstukken die Muller aanvoerde ter onderbouwing van zijn stelling: De Nederlandse vlag bestond ver voor De Opstand.

J.C. de Jonge beschrijft in 1833 de situatie die zich afspeelde ten tijde van het Eerste Stadhouderloze Tijdperk, in de aanloop naar de Eerste Engels-Nederlandse Oorlog (aanvang 1652). Dit tijdperk trad in met het vroegtijdig overlijden van prins Willem II van Oranje in het jaar 1650. De macht van de stadhoudersgezinden nam af en dat van de staatsgezinden nam toe. De orangisten keken anders tegen een oorlog met Engeland aan dan de staatsgezinden. Na de onthoofding in 1649 van Karel I van Engeland, de schoonvader van Willem II van Oranje, was Engeland een republiek geworden. De orangisten wilden de Stuarts weer aan de macht helpen en hoopten hiermee de belangen van de Oranjes te kunnen behartigen. De staatsgezinden wilden vooral de vrede bewaren, aangezien oorlog slecht zou zijn voor de handel. Ze vonden vrede het beste middel om hun invloed en gezag te handhaven en te vergroten.
Om de vrede te bewaren probeerden de staatsgezinden het nieuwe Engelse bewind zo veel mogelijk tegemoet te komen. Aangezien de Oranjes sterk verwant waren aan de Stuarts en hen ook hadden gesteund tijdens de Engelse Burgeroorlog, waren zij niet geliefd bij het nieuwe bewind. Om deze reden zou de Prinsenvlag in 1652 in het gewest Holland zijn verboden, en kort daarna bij de marine zijn vervangen door de Hollandsche of Staatsche Vlag. Dit baseerde De Jonge onder andere op het werk van Lieuwe van Aitzema, een geschiedschrijver uit die tijd.
Uit onderzoek van C. de Waard, naar de aanschaf van vlaggendoek door de hoofdadministratie van de kosten ter land en ter zee, is gebleken dat de marine tussen 1588 en 1630 altijd onder de Prinsenvlag heeft gevaren en na 1663 altijd onder de Statenvlag. Beide vlaggen zijn in de periode 1630-1662 in gebruik geweest. In 1664 beklaagden de Staten van Zeeland zich over het feit dat in een resolutie van de Staten Generaal de naam Hollandsche Vlag gebezigd werd. Hierna werd de officiële naam van de vlag; Statenvlag of Staatsche Vlag.

## De Statenvlag op schilderijen

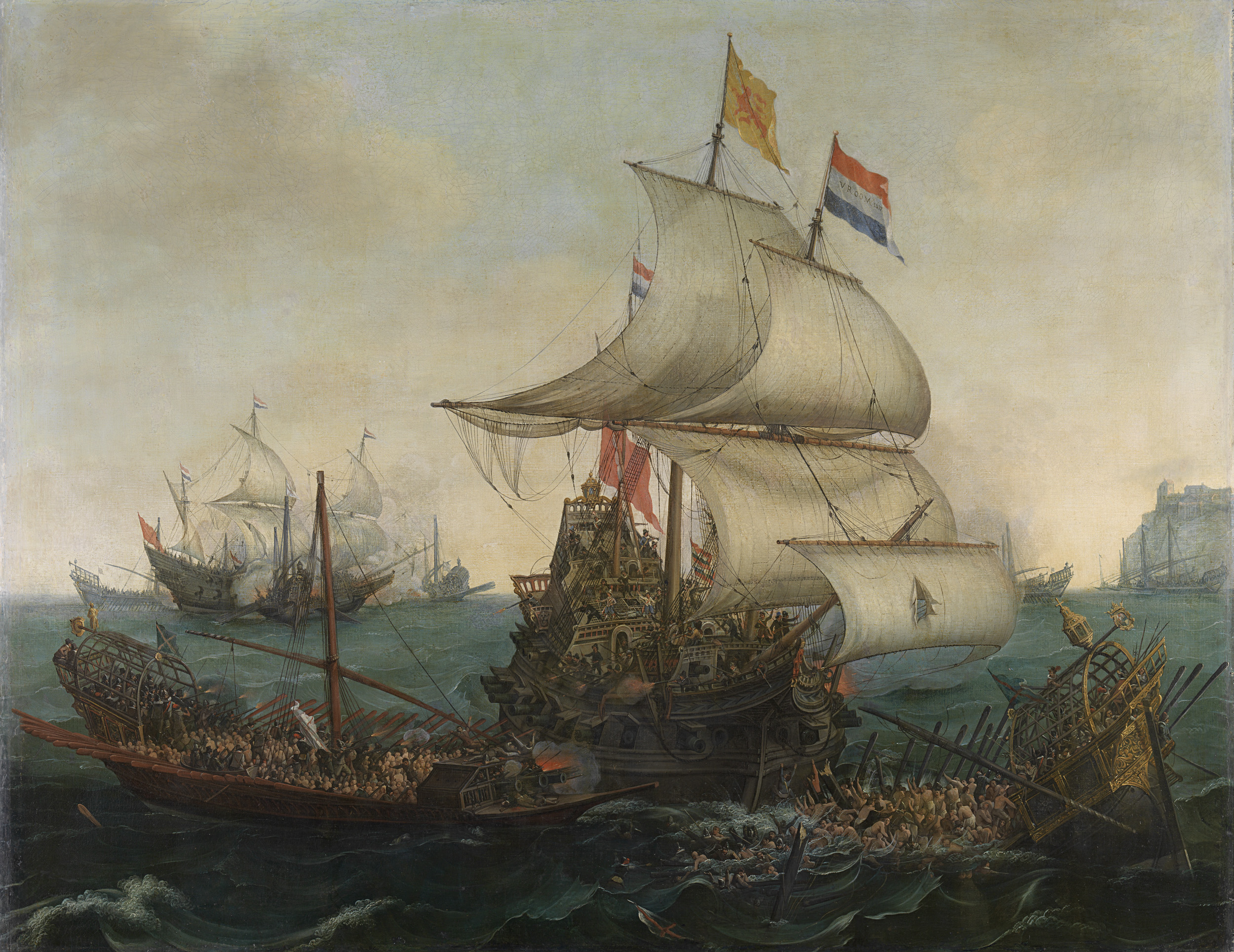
Hendrik Cornelisz. Vroom (1566-1640), Hollandse schepen overzeilen Spaanse galeien onder de Engelse kust, 3 oktober 1602, 1617
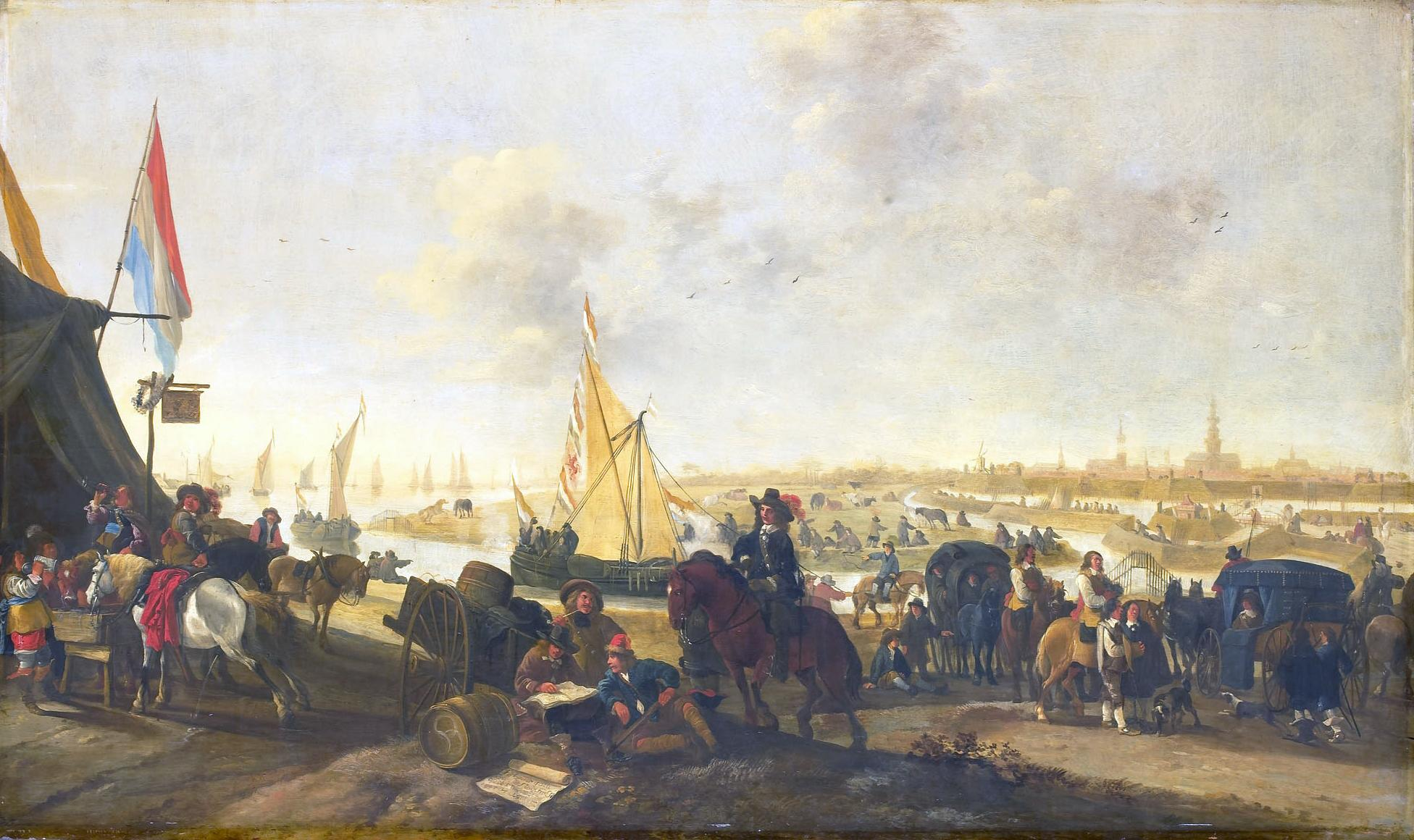
Hendrick de Meijer (1620-1689), De verovering van de stad Hulst op de Spanjaarden 5 november 1645, 1645
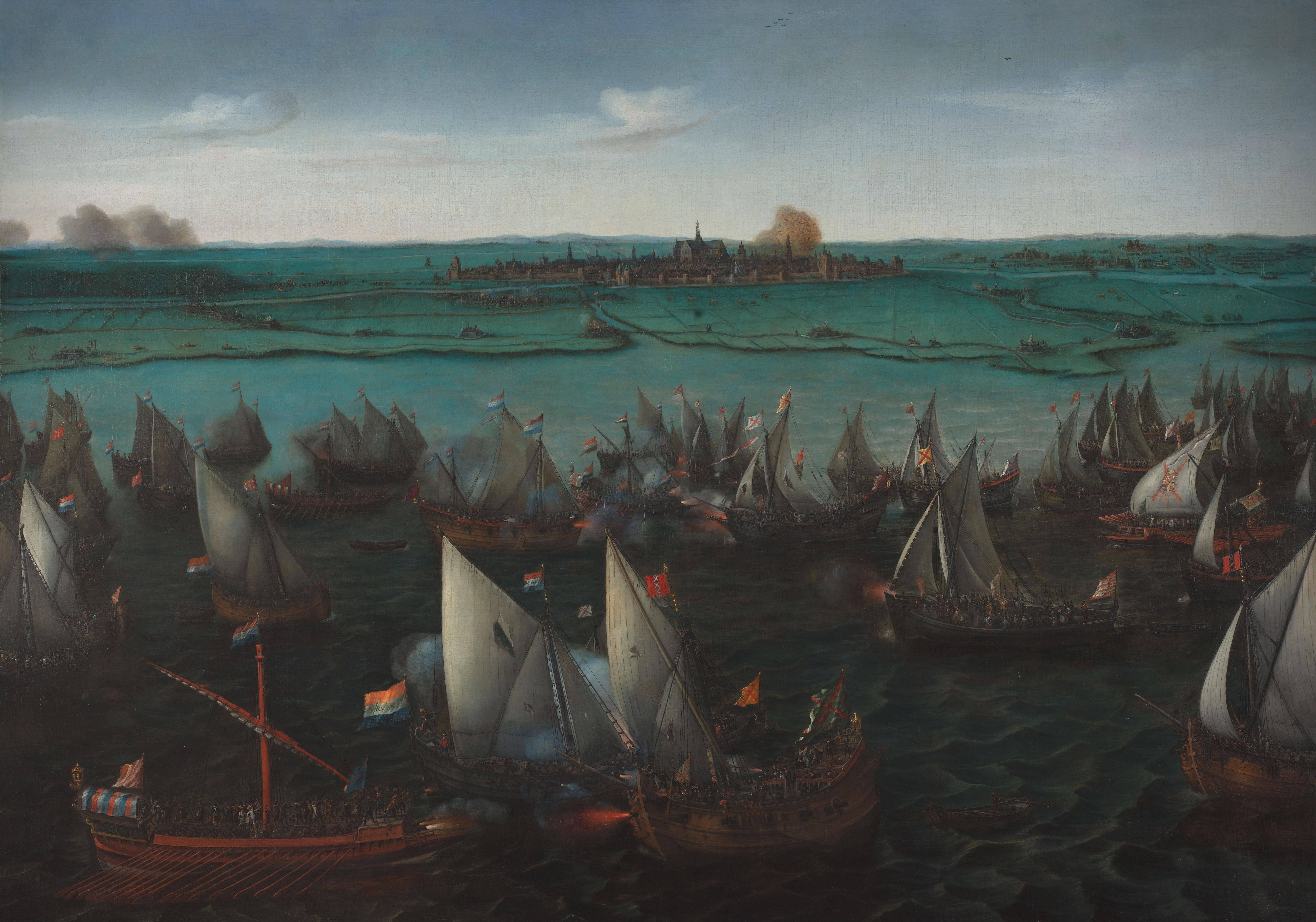
Hendrik Cornelisz. Vroom (1566-1640), Gevecht tussen Hollandse en Spaanse schepen op het Haarlemmermeer op 26 mei 1573, 1629.
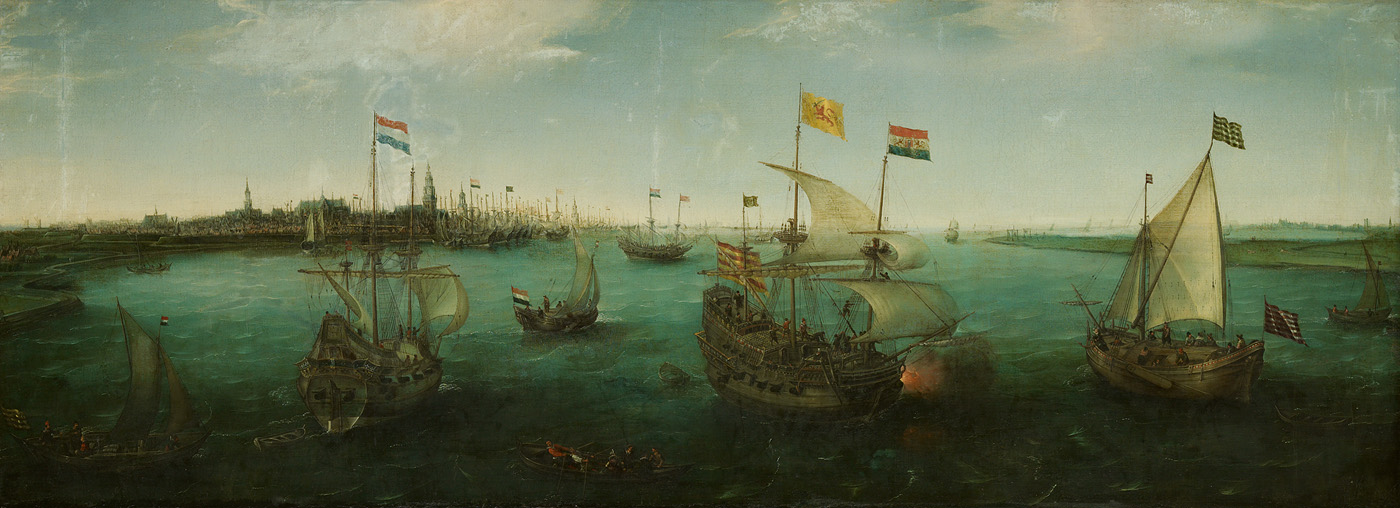
Hendrik Cornelisz. Vroom (1566-1640), Het IJ vanuit het oosten, 1591-1612.
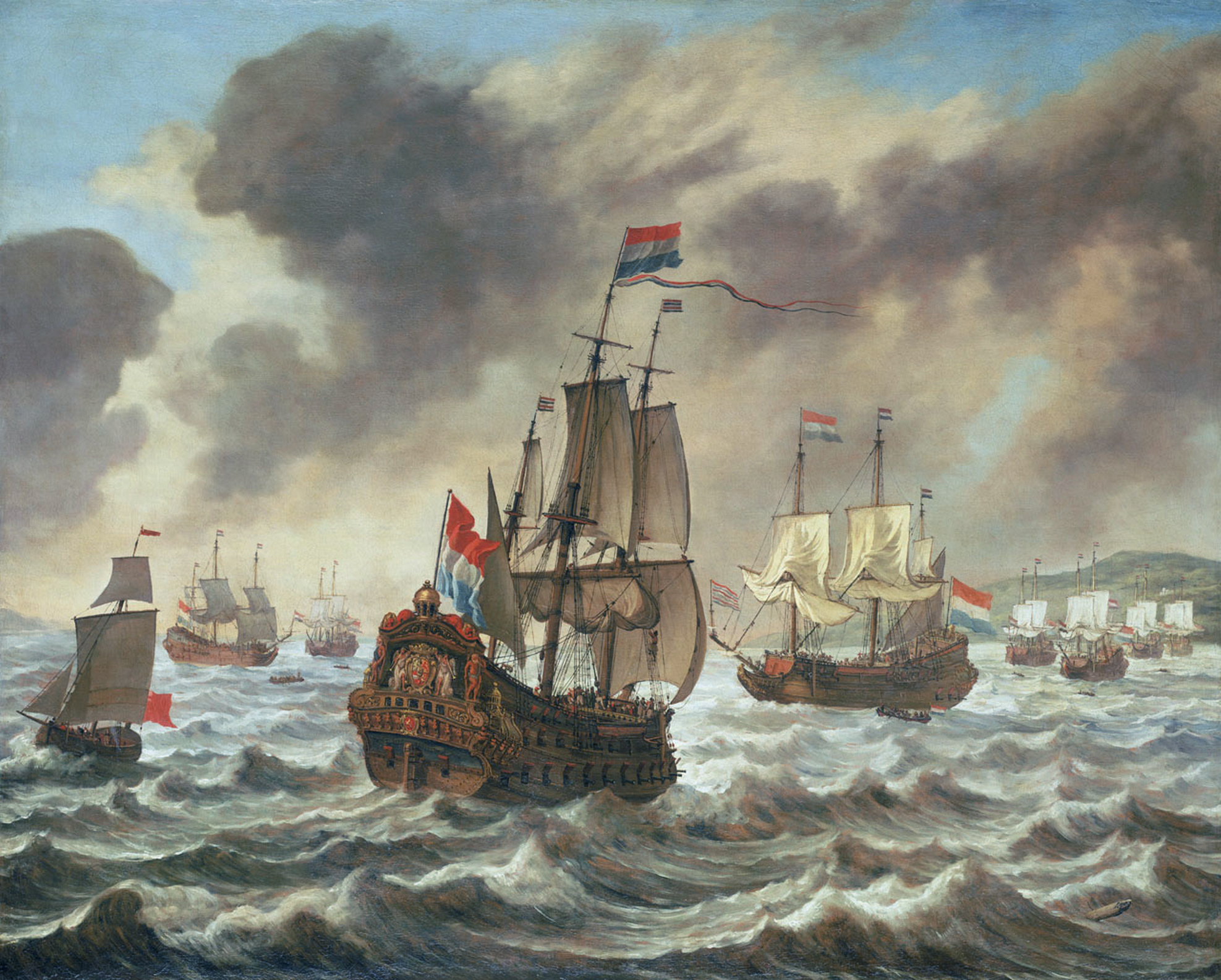
Reinier Nooms (1623-1664), Voor de Slag bij Duins, 21 oktober 1639.
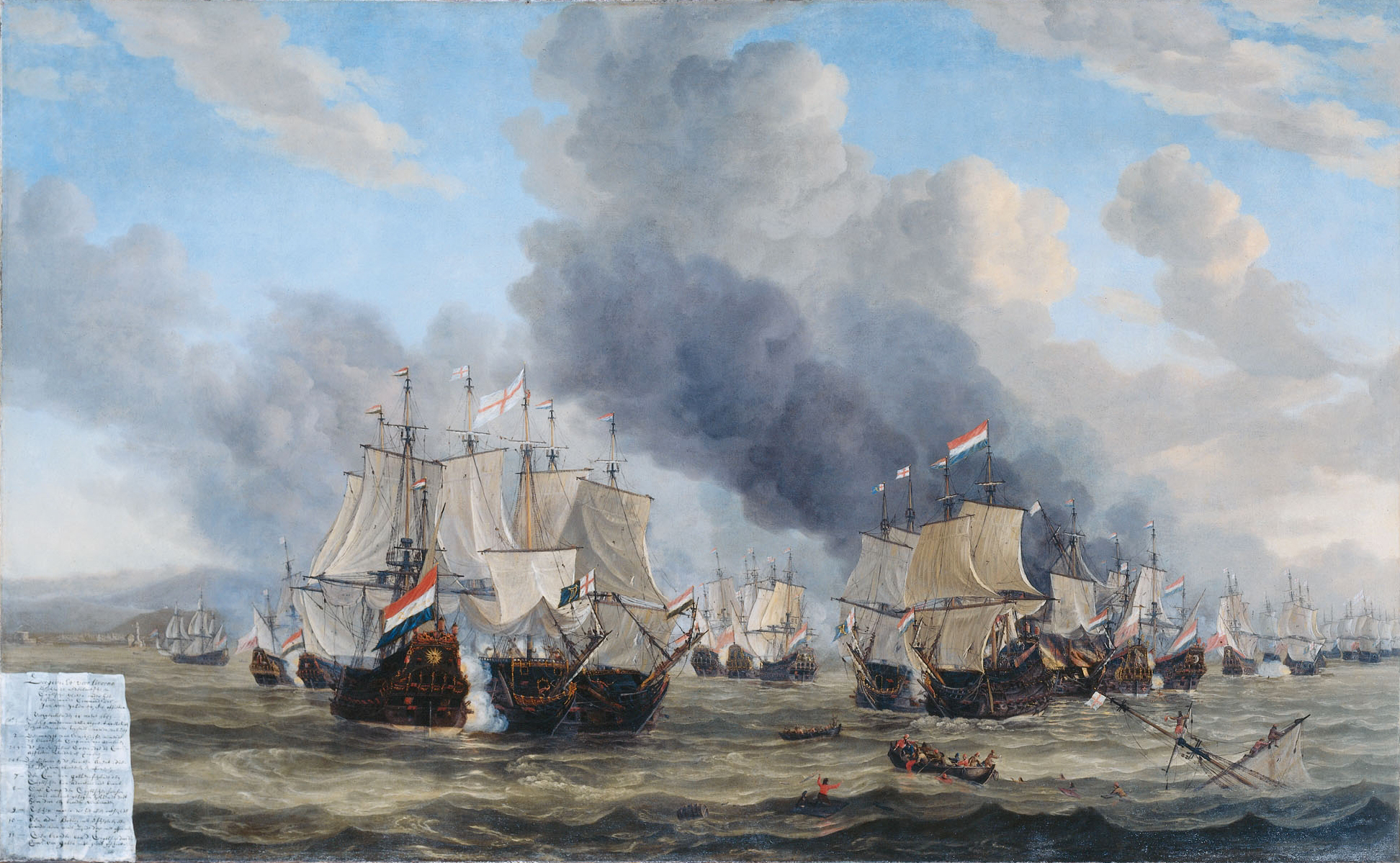
Reinier Nooms (1623-1664), De zeeslag bij Livorno, 14 maart 1653.
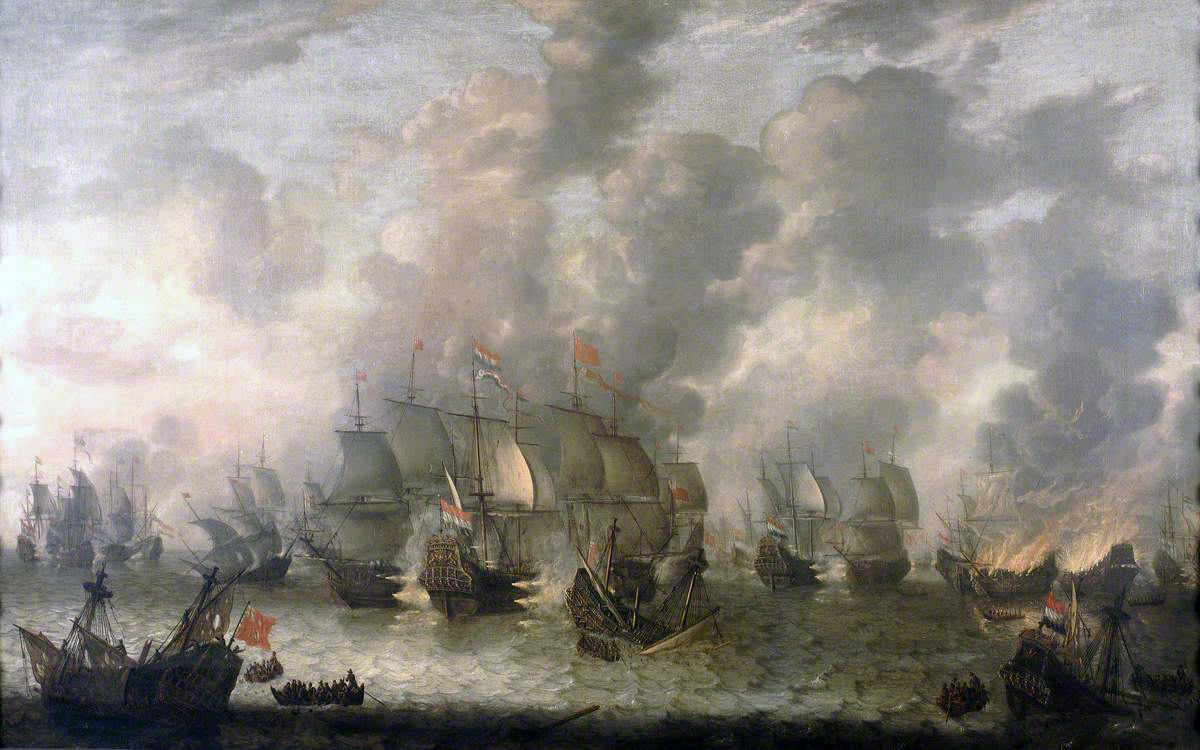
Jan Abrahamsz. van Beerstraten (1622-1666), De slag bij Ter Heijde, 10 augustus 1653.
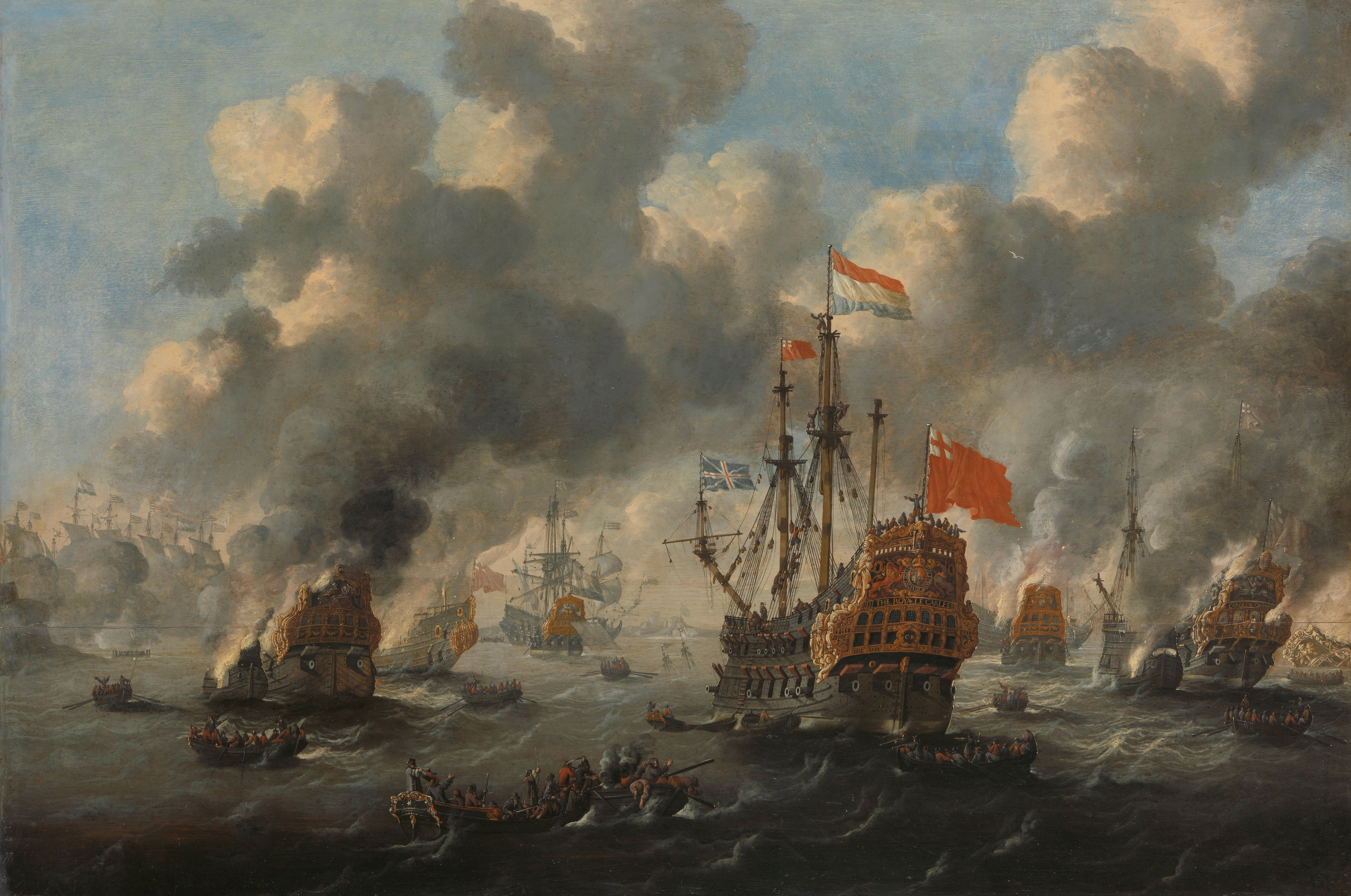
Peter van de Velde (1643-1714), Het verbranden van de Engelse vloot voor Chatham, 20 juni 1667.

## Trivia
- Bij koninklijk besluit van 1 december 1807 werd de naam veranderd in Koninklijke Hollandsche Vlag.[9]

Rijksstad Aken · Anhalt · Baden · Bataafse Republiek · Koninkrijk der Beide Siciliën · Koninkrijk Beieren · Groothertogdom Berg · Hertogdom Bourgondië · Brunswijk · Cornwall · Koninkrijk Dalmatië · Vrije Stad Danzig · Duitse Democratische Republiek · Duitse Rijk · Deutschösterreich · Engelse Gemenebest · Koninkrijk Etrurië · Vrijstaat Fiume · Republiek Gumuljina · Koninkrijk Hannover · Hanze · Heilige Roomse Rijk · Herceg-Bosna · Hessen-Darmstadt · Hessen-Kassel · Hessen-Homburg · Volksstaat Hessen · Idel-Oeral Staat · Joegoslavië · Kerkelijke Staat · Koeban · Koerland · Republiek Krakau · Lucca · Prinsbisdom Luik · Luikse Republiek · Mecklenburg-Schwerin · Mecklenburg-Strelitz · Memelland · Midden-Litouwen · Nazi-Duitsland · Neutraal Moresnet · Occitanië · Oldenburg · Oost-Roemelië · Oostenrijk-Hongarije · Ottomaanse Rijk · Parthenopeïsche Republiek · Pommeren · Pruisen · Republiek Ragusa · Reuss jongere linie · Reuss oudere linie · Volksstaat Reuss · Rijnprovincie · Protectoraat Saarland · Saksen · Saksen-Altenburg · Saksen-Coburg en Gotha · Saksen-Hildburghausen · Saksen-Meiningen · Savoie · Servië en Montenegro · Sovjet-Unie · Transkaukasische Socialistische Federatieve Sovjetrepubliek · Tsjecho-Slowakije · Unie van Kalmar · Republiek Venetië · Waldeck-Pyrmont · Westfalen · Weimarrepubliek · Württemberg ·  Republiek der Zeven Verenigde Nederlanden (1572-1795) · Republiek der Zeven Verenigde Nederlanden (1650-1795)